# Јужни округ (Израел)
Јужни округ (хебр. מחוז הדרום) је један од шест округа у Израелу. Налази се на крајњем југу државе и захвата површину од 14185 km². У њему живи 1121600 становника. Главни град је Биршеба, а највећи је Ашдод.